# بيتر بوستروم
بيتر بوستروم (بالسويدية: Peter Boström)‏ هو كاتب أغاني سويدي، ولد في 19 مايو 1971 في غوتنبرغ في السويد.

## وصلات خارجية
- الموقع الرسمي
- بيتر بوستروم على موقع ميوزك برينز (الإنجليزية)
- بيتر بوستروم على موقع ديسكوغز (الإنجليزية)
- بيتر بوستروم على موقع ديسكوغز (الإنجليزية)